# 崔如
崔如，中国春秋时期齐国政治人物，齐庄公将领夏之御寇的车右。崔杼的同族。
前550年秋，齐庄公趁栾盈之乱的机会，发兵攻打卫国并将由此进攻晋国。第一前锋王孙挥，第二前锋莒恒。齐庄公的副车为邢公，左翼襄罢师。右翼侯朝御戎。后军夏之御寇为主将，商子游御戎（为他驾车），崔如作为车右，烛庸之越等四人同乘一辆车殿后。